# アメリア (MUCCの曲)
「アメリア」は、MUCCの楽曲で、38枚目のシングル。2019年7月26日、STUDIO COASTにて開催された『MUCC BIRTHDAY CIRCUIT 2019「40」＜ミヤ day＞～COMMUNE Feat.EN Miya40TH SPECIAL～』にて会場限定販売された。

## 概要
- 「時限爆弾」以来約1年ぶりのCDシングル。
- メンバー全員の誕生日にライブを行うツアー『MUCC BIRTHDAY CIRCUIT 2019「40」』の会場で販売される限定シングルの第1弾[1]。
- 2019年8月2日に配信リリースされた。配信盤にはカップリングのライブ音源及びメンバーコメントは収録されない[2]。

## 収録曲

### CD盤
1. アメリア
作詞・作曲：ミヤ
  - ツアー『MUCC 2019 Lock on snipe tour #4「東北型壊れたピアノとリビングデッド収監6days」』及び『MUCC 2019 Lock on snipe tour #5「中国型壊れたピアノとリビングデッド収監5days」』で先行披露されていた。
2. （AMERIA）アメリア DEMO
3. リブラ（2019.05.19 名古屋特殊陶業市民会館ビレッジホール）
4. 楽園（2019.05.02 中野サンプラザ）
5. ミヤ

### 配信盤
1. アメリア
2. （AMERIA）アメリア DEMO